# Almenno San Bartolomeo
Almenno San Bartolomeo (lombardul: San Bartolomé) település Olaszországban, Lombardia régióban, Bergamo megyében. Lakosainak száma 6557 fő (2023. január 1.). Almenno San Bartolomeo Almè, Palazzago, Roncola, Valbrembo, Strozza, Barzana, Almenno San Salvatore, Brembate di Sopra és Paladina községekkel határos.

## Népesség
A település népességének változása:
| Lakosok száma | 6249 | 6247 | 6557 |
|               | 2017 | 2018 | 2023 |